# Psilotreta baureo
Psilotreta baureo is een schietmot uit de familie Odontoceridae. De soort komt voor in het Oriëntaals gebied.